# Mirobaeoides setosus
Mirobaeoides setosus är en stekelart som beskrevs av Austin 1986. Mirobaeoides setosus ingår i släktet Mirobaeoides och familjen Scelionidae. Inga underarter finns listade i Catalogue of Life.